# Mesosa sinica
Mesosa sinica är en skalbaggsart som först beskrevs av J. Linsley Gressitt 1939.  Mesosa sinica ingår i släktet Mesosa och familjen långhorningar. Inga underarter finns listade i Catalogue of Life.